# 1041
| 1041               |
| ------------------ |
| Dødsfald - Fødsler |
|                    |

| Gregoriansk kalender | 1041 MXLI               |
| Ab urbe condita      | 1794                    |
| Armensk kalender     | 490 ԹՎ ՆՂ               |
| Kinesiske kalender   | 3737 – 3738 庚辰 – 辛巳 |
| Etiopisk kalender    | 1033 – 1034             |
| Jødisk kalender      | 4801 – 4802             |
| Hindukalendere       |                         |
| - Vikram Samvat      | 1096 – 1097             |
| - Shaka Samvat       | 963 – 964               |
| - Kali Yuga          | 4142 – 4143             |
| Iransk kalender      | 419 – 420               |
| Islamisk kalender    | 432 – 433               |

Konge i Danmark: Knud 3. Hardeknud 1035-1042
Se også 1041 (tal)